# Esen tajsj
 Esen tajsj  (gestorven 1455) was een stamhoofd van de Oirat-Mongolen en van 1453-1455 keizer van de Noordelijke Yuan-dynastie.

## Achtergrond
Na de val van de Mongoolse Yuan-dynastie in 1368 en de vestiging van de Chinese Ming-dynastie keerden de meeste Mongolen terug naar hun oorspronkelijke leefgebieden. De dynastie werd voortgezet in de Noordelijke Yuan-dynastie. Het recht om de titel keizer (khagan) van die dynastie te dragen was formeel alleen voorbehouden aan rechtstreekse afstammelingen van Dzjengis Khan in de mannelijke lijn. Die waren alleen te vinden in de stamfederaties van de oostelijke Mongolen. Bij de stamhoofden van de Oirat was die afstamming afwezig.
De groep, die iets later aangeduid zou gaan worden als Chahar-Mongolen vestigde zich - globaal - in het gebied dat nu de Chinese provincie Binnen-Mongolië is. De in omvang grootste groep, de Khalkha-Mongolen in het gebied dat nu - globaal - de republiek Mongolië vormt. De Oirat-Mongolen vestigden zich ten westen daarvan, globaal in het gebied ten westen van het Altaj-gebergte en ten noorden van het Tianshan-gebergte. De enige uitzondering vormde de groep Mongolen die zich al in de periode van Dzjengis Khan en rond het midden van de 13e eeuw gevestigd hadden in de omgeving van Kokonor in Amdo. Dit gebied viel buiten de grenzen van de Ming-dynastie en hier bleven daar gevestigde Mongolen dan ook wonen.
De belangrijkste constante factor in de geschiedenis van de Mongoolse stammen na de val van de Yuan-dynastie was hun vrijwel permanente onderlinge strijd. Gedurende het grootste deel van de periode van deze dynastie waren de khagans niet in staat om ook echt macht als keizer uit te oefenen.
In de geschiedenis van de Noordelijke Yuan-dynastie (1368-1635) zijn desondanks vier periodes te onderscheiden, waarin een heerser er - tijdelijk - in slaagde een groot aantal stammen onder één vorm van - in ieder geval nomimaal - gezag te verenigen. De eerste was Esen tajsj (gest. 1455), de tweede was Dayan Khan (1464 - 1543), de derde was Altan Khan (1507-1582) en de laatste was Ligdan Khan (1592-1634).

## Eerste veldtochten

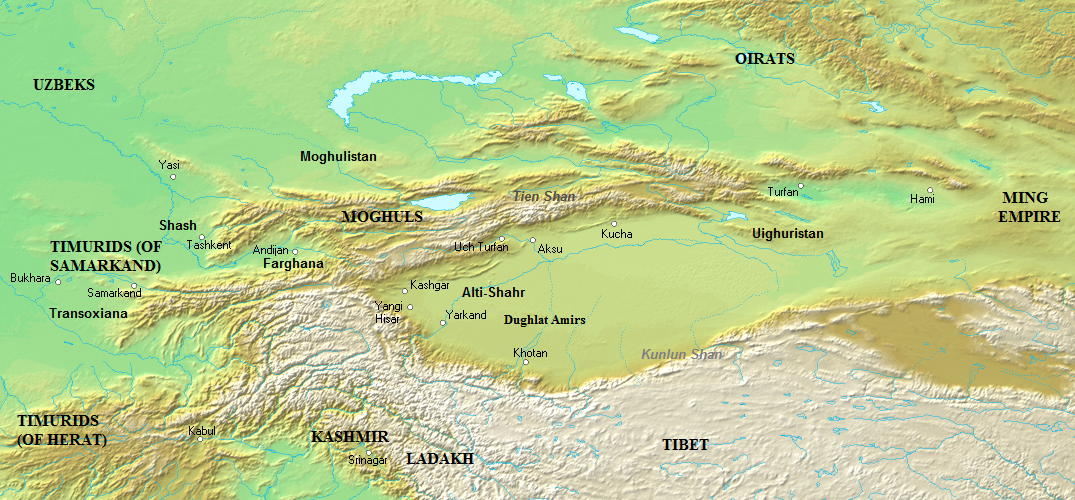
Moghulistan, het gebied van de Oirat-Mongolen en dat van de Ming-dynastie

Vanaf eind 14e eeuw werd de positie van de westelijke Mongolen, zoals de Oirat-Mongolen ten opzichte van de oostelijke Mongolen steeds sterker. De vader van Esen, Toghun, had het door de Oirat beheerste gebied al aanzienlijk uitgebreid. In 1438 nam Esen na het overlijden van zijn vader de titel tajsj over, de hoogst mogelijke titel na die van khagan. Zijn eerste militaire campagnes waren gericht tegen de opvolgers van het Kanaat van Chagatai in Moghulistan. Esen versloeg enkele malen de Mohgul Khan Uvais en nam hem twee maal gevangen. Vanwege zijn afstamming van Dzjengis Khan liet Esen Uvais vrij. De laatste keer had dat tot gevolg dat de zuster van Uvais aan hem werd uitgehuwelijkt. Esen bekeerde zich in naam tot de Islam, maar bleef in de praktijk een sjamanist.
In die periode was er nog sprake van een zekere aanvaarding van het nominale gezag van de toenmalige keizer van de Noordelijke Yuan-dynastie, Tayisung Khan Toghtoa Bukha (1416–1453). Min of meer als commandant van de keizer wist Esen daarna de Jurchen in Mantsjoerije en de Toeva in Siberië te onderwerpen. Daarna volgt het veel westelijker gelegen gebied rondom de oasestad Hami aan de noordelijke zijderoute. Het door hem gecreëerde rijk reikte rond 1443 van het noorden van Korea in het oosten tot aan de rivier de Irtysj in het westen.

## Verhoudingen met de Ming-dynastie

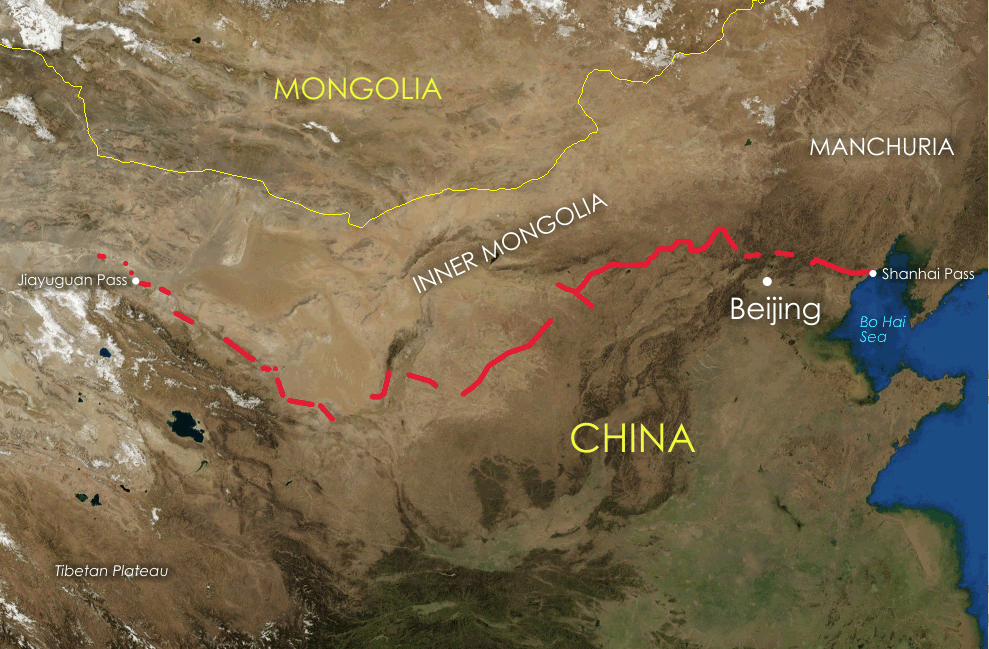
De Muur in de periode van de Ming-dynastie

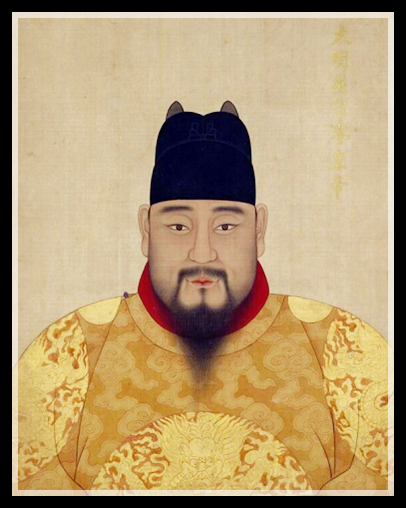
Zhengtong

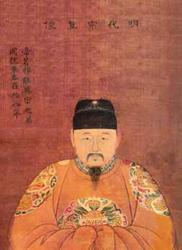
De regent, keizer Jingtai

De Ming-dynastie beschouwde de teruggekeerde Mongoolse stammen uiteraard als een bedreiging voor de veiligheid van het rijk. De eerste Ming-keizers voerden een aantal militaire campagnes uit in het door Mongolen beheerst gebied. De derde keizer van de dynastie Yongle (1360-1424) had persoonlijk vier veldtochten tegen Mongoolse stammen geleid. De hoofdstad van het rijk werd verplaatst van Nanking naar een nieuw te reconstrueren Peking, dat veel dichter bij de noordelijke Mongoolse gebieden lag. Uit die tijd dateren ook de werkzaamheden aan fortificaties van de Chinese Muur.
Vanaf de periode van de Ming-keizer Xuande (1398-1435 ) kwam echter meer de nadruk te liggen op een verdeel- en heersstrategie. Bestaande tegenstellingen tussen de Mongoolse stamfederaties werden door de Chinese leiding geëxploiteerd en aangewakkerd.
Een belangrijk instrument in dit beleid waren de tribuutmissies. Voor de Mongoolse stammen was dit de enige mogelijkheid om met enige regelmaat handel te kunnen drijven in het Chinese binnenland en de Chinese grenssteden. Vanuit de Chinese optiek waren het missies, waarbij vertegenwoordigers van volken aan de periferie van het rijk de gelegenheid kregen om de suprematie van de Chinese keizers te erkennen. De verblijfskosten van de missies werden dus voor een belangrijk deel ook gefinancierd door de Chinese gastheren. De omvang en frequentie van die missies, dus in wezen ook het potentiële reguliere handelsvolume, werd dan ook door de Chinezen bepaald.
Esen was voortdurend ontevreden over de toegelaten omvang van de missies, die hij naar China kon zenden. Na 1440 verhoogde hij eenzijdig de omvang van de missies van de Oirat tot enkele duizenden. In 1448 zond hij een missie van ruim 3000 huishoudens naar Peking. De weigering van het Chinese hof om nog grotere missies toe te laten en klachten over plundering van Oirat-Mongolen op de route naar Peking vormde voor Esen het voorwendsel voor een invasie in China.
De Chinese keizer Zhengtong (1427-1464), onder invloed van zijn belangrijkste raadgever, de eunuch Wang Zhen, nam nauwelijks maatregelen. Pas toen Esen oprukte richting Datong, een van de belangrijkste steunpunten aan de Muur werd een groot leger gemobiliseerd dat onder aanvoering van de keizer zelf ten strijde trok. Kort na het vertrek uit Peking werd het Chinese leger al geconfronteerd met grote problemen op het gebied van bevoorrading en logistiek. Esen en zijn leger lokten het Chinese leger steeds verder naar het westen. Pas bij het bereiken van Datong realiseerde Zhengtong zich de ernst van de problemen en besloot zich terug te trekken naar Peking. Op die terugtocht wist Esen herhaaldelijk delen van het Chinese leger te vernietigen en ook uiteindelijk de keizer bij Tumu gevangen te nemen.
De meeste historici van die periode zijn van opvatting, dat er op dat moment nauwelijks nog belemmeringen waren voor Esen om naar Peking op te rukken en de stad in te nemen. In plaats daarvan koos Esen ervoor zijn campagne te onderbreken en een enorm losgeld te eisen voor de vrijlating van de keizer. Dit interval maakte het de Chinese regering mogelijk om orde op zaken te stellen. Er werd een nieuwe verdediging georganiseerd en een jongere broer van Zhentong, Zhu Qiyn, onder de naam Jingtai tot waarnemend keizer en regent benoemd. Na enkele maanden belegerde Esen dan toch Peking, maar slaagde er niet in de stad in te nemen. Hij keerde terug naar de steppe en laat na ruim een jaar Zhengtong vrij, omdat het verder gevangen houden van hem geen doel meer diende. Zhengtong slaagde erin om in 1457 door een staatsgreep weer als de keizer Tianshun weer aan de macht te komen.
Deze episode heeft tot een discussie onder historici geleid of Esen nu wel of niet de bedoeling had een rijk als dat van Dzjengis Khan opnieuw te vestigen dan wel of niet de bedoeling had China opnieuw voor de Mongolen te veroveren. Een klein aantal historici onder wie Frederick Mote is van opvatting, dat de Mongolen onder Esen, in de herinnering van de Yuan-dynastie over China, een nieuwe vorm van zelfbewustzijn beleefden als iets van een Mongoolse natie.
De meeste historici zijn het hiermee niet eens. Zij wijzen op het feit, dat veel van de door Esen overwonnen andere Mongoolse stammen in de grensstreken, zodra die de gelegenheid kregen, snel weer terugkeerden naar het Chinese gezag. Het gedrag van Esen na het gevangennemen van Zhengtong wijst volgens die historici ook meer op dat van een rovende en plunderende nomade dan van een leider die echt een rijk met een continue karakter wenst te stichten.

## Hoogtepunt en val

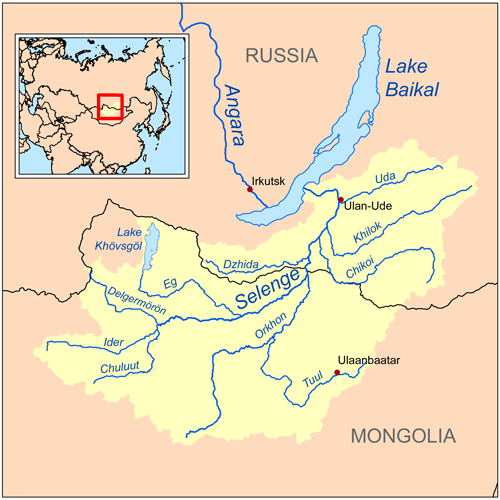
Kaart met onder meer de rivier de Orhon (Orkhon)

In 1451 bereikte Esen het hoogtepunt van zijn macht als hij de keizer van de Noordelijke Yuan-dynastie Tayisung Khan Toghtoa Bukha verslaat. De laatste werd in 1452 vermoord. In 1453 liet hij zich uitroepen tot khagan van de dynastie en had het voornemen die titel al over te dragen aan zijn zoon Amasanj. Voor een grote meerderheid van de Mongolen was het echter onaanvaardbaar dat er een nieuwe dynastie gesticht zou kunnen worden, die zijn afstamming niet kon terugvoeren op dat van Dzjengis Khan. Dat leidde uiteindelijk tot een opstand van een aantal van zijn generaals en tot de moord op Esen in 1455.
Na zijn dood viel het door hem gecreëerde rijk weer uiteen en trokken de meeste Oirat-Mongolen zich terug in de richting van de rivier de Orhon. De oostelijke Mongolen onder Dayan Khan brachten de Oirats begin 16e eeuw een aantal zware nederlagen toe. Het zou tot de 17e eeuw duren voordat een van de stammen van de Oirats , de Dzjoengaren, weer een factor van betekenis werd.